# Synergy Group
Synergy Group Corp. é uma holding industrial sul-americana e uma corporação, fundado em 2003 por Germán Efromovich, empresário brasileiro-colombiano, de origem de uma família judeu-polonês que emigrou para a Bolívia após a Segunda Guerra Mundial. Germán Efromovich é dono da companhia aérea colombiana Avianca. 
A Synergy Group possui interesses em aviação, produção de petróleo e gás, geração de energia, construção e área médica. Ela emprega mais de 15 mil pessoas, principalmente no Brasil, Colômbia e Equador e controla a Avianca. Fatura 900 milhões de dólares por ano, dois terços dos quais com a recém-adquirida Avianca, maior empresa aérea da Colômbia. José Efromovich, o irmão de Germán, é chairman do grupo. O grupo Synergy detém 100 % da Avianca Brasil e mais de 60 % da AviancaTaca.
A subsidiaria do Synergy Group, Synergy Aerospace com sede em Bogotá, criou em 2011 um Joint venture nomeada EAE Soluções Aeroespaciais, com a empresa estadal Israel Aerospace Industries (IAI). Sob cujo tecto estão alojados as diversas atividades no exército brasileiro e segurança, bem como de negócios na aviação e aeroespacial.
Desde meados de 2012, o Synergy Aerospace está na corrida para a aquisição da companhia aérea portuguesa TAP Portugal,  que será vendido pelo governo. Em novembro de 2012, o grupo criou uma nova entidade, a Synergy Europe, sediado em Luxemburgo, para lidar com a possível retoma da companhia. Através dessa unidade, Synergy Aerospace também poderia estabelecer parcerias com investidores europeus, incluindo a companhia aérea portuguesa EuroAtlantic Airways.
O grupo da família Efromovich baseia-se no Rio de Janeiro e Bogotá.

## Subsidiárias
- Pacific Rubiales Energy Corp.
- Pacific Stratus Energy, Ltd.
- Avianca Brasil
- Avianca Argentina
- Avianca Holdings S.A.
- Synergy Aerospace
- Synerjet
- EAE Aerospace Solutions
- EISA Shipping Agency
- REM
- Digex Aircraft Maintenance S.A.
- Senior Taxi Aéreo Offshore
- AEQ Aeroespacial, Química e Defesa

## Referencias
1. ↑  O caçador de empresas quebradas Arquivado em 8 de abril de  2014, no Wayback Machine. Exame Brasil Online, 5 de abril 2005
2. ↑  http://exame.abril.com.br/negocios/empresas/servicos/noticias/ja-temos-nossa-noiva-diz-presidente-da-avianca-brasil?page=1
3. ↑  http://www.brasilturis.com.br/noticias.php?id=5605&noticia=efromovich-mantem-o-enigma-das-negociacoes
4. ↑  http://www.estadao.com.br/noticias/geral,israel-aerospace-anuncia-joint-venture-com-synergy-no-brasil,350463,0.htm
5. ↑  http://www.aviation.com.br/portal/noticias/noticias_det.php?id_not=6186
6. ↑  Câmara Portuguesa de Comércio e Indústria do Rio de Janeiro : Avianca muda o tom e pode brigar pela TAP, recuperado 21 de junho 2012
7. ↑  Company Overview of Synergy Group Corp. Bloomberg Businessweek, recuperado 20 de julho 2012 (en)
8. ↑  IAI, Synergy Group Embark on Expansion Plan in Brazil, defense-update.com, 14 de abril 2011 (en)
9. ↑  http://www.bloomberg.com/news/2012-11-15/brazilian-efromovich-seeks-polish-passport-to-buy-portugal-s-tap.html&ei=tB3CUOH3C82EhQfInIHoBQ&usg=AFQjCNGmJ9X4Kbizqz2GvAPhbaOEYZx49g&sig2=D60YLBN2ogxmvYw4v_Ixww